# 奧里斯卡尼福爾斯 (紐約州)
奧里斯卡尼福爾斯（英語：Oriskany Falls）是位於美國紐約州奧奈達縣的村。

## 人口
根據2020年美國人口普查的數據，奧里斯卡尼福爾斯的面積為1.31平方千米，皆為陸地。當地共有人口658人，而人口密度為每平方千米502人。